# Surchan-Darja
Surchan-Darja, eller Surchondarja (med flera alternativa stavningar), (uzbekiska: Surxondaryo; daryo kommer av persiska darya för "flod") är en flod i södra Uzbekistan. Den är högerbiflod till Amu-Darja, har en längd på 175 kilometer och avvattnar ett område på 13 500 kvadratkilometer. Floden har gett namn till den uzbekiska provinsen Surchan-Darja.